# Javier Zafra
 Francisco Javier Zafra de los Santos  (Sevilla, 28 de marzo de 1993) es un futbolista español. Juega de extremo y su equipo actual es el Club Deportivo Gerena de la Tercera División de España.

## Clubes
| Club                     | País   | Año       |
| ------------------------ | ------ | --------- |
| Racing Club Portuense    | España | 2009-2010 |
| Xerez CD B               | España | 2011-2013 |
| Xerez CD                 | España | 2012-2013 |
| Córdoba CF B             | España | 2013-2014 |
| San Fernando CD (cedido) | España | 2013-2014 |
| San Fernando CD          | España | 2014-2015 |
| Atlético Sanluqueño CF   | España | 2015      |
| Cádiz CF                 | España | 2015-2016 |
| CF Villanovense (cedido) | España | 2015-2016 |
| Arcos CF                 | España | 2016-2017 |
| San Fernando CD          | España | 2017-2018 |
| AD Ceuta FC (cedido)     | España | 2017-2018 |
| Algeciras CF             | España | 2018-2019 |
| Xerez Deportivo          | España | 2019-2020 |
| UD Lanzarote             | España | 2020      |
| CA Pulpileño             | España | 2020-2021 |
| SE Penya Independent     | España | 2021-2022 |
| CD Gerena                | España | 2022-     |